# Luterion

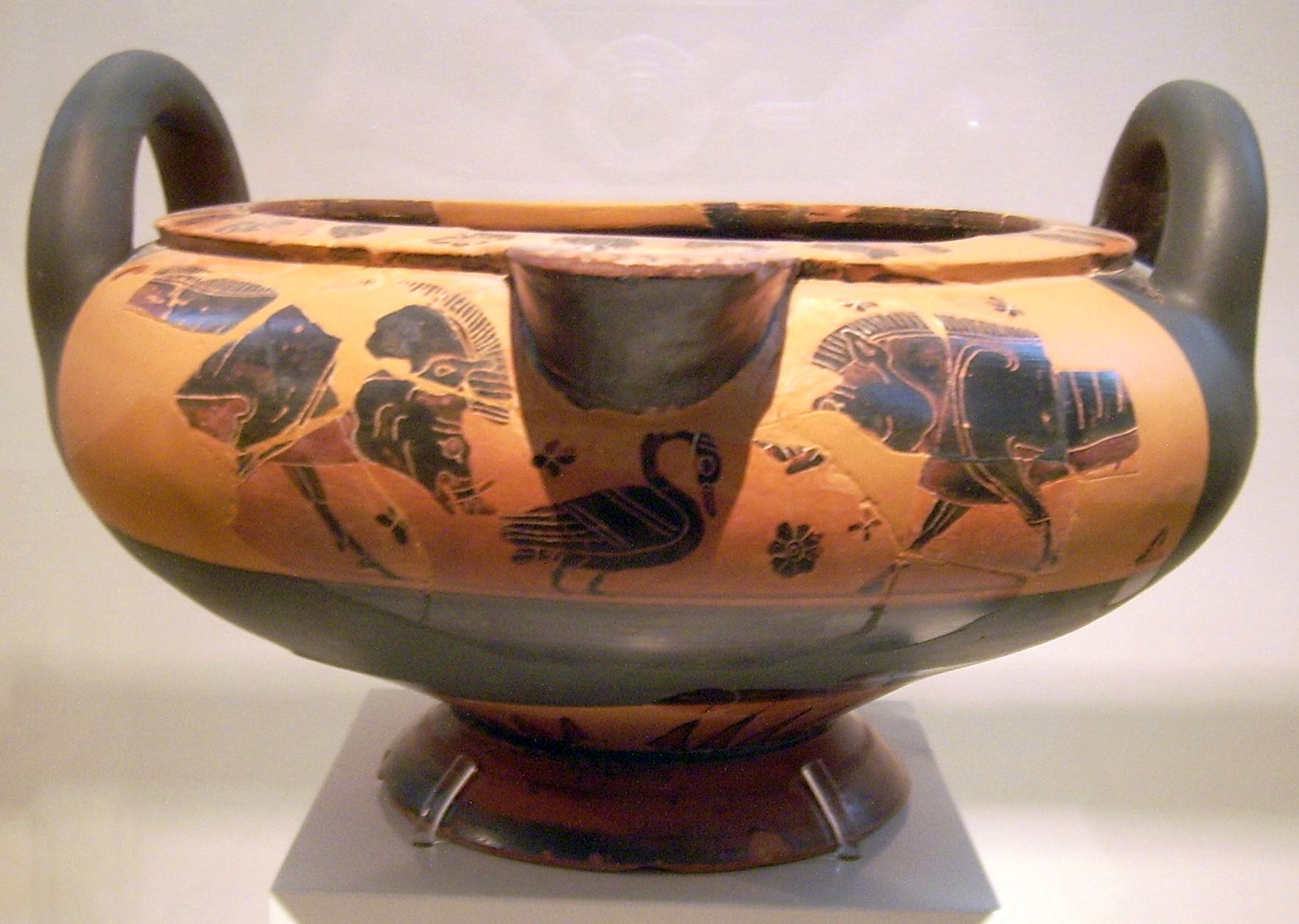
Attisch-schwarzfiguriges Louterion in der Art des Sophilos mit der Darstellung von Wasservögeln, Ebern und Löwen; um 600/575 v. Chr.; Archäologisches Nationalmuseum Athen

Als Luterion, auch Louterion und Louteria (altgriechisch λουτήριον loutḗrion, von λούειν loúein, deutsch ‚waschen, baden‘; Mehrzahl Luteria), war ein antikes Wasserbecken.
Meist stand das glattwandige flache Gefäß auf einer hohen Mittelstütze, die als Untersatz diente. Das Wasserbecken hatte zwei Henkel und wurde meist aus Bronze, Marmor oder Ton gefertigt. Die Becken waren zur Körperpflege gedacht. In der Literatur werden häufig Luterion und Perirrhanterion verwechselt. Zur Fußwäsche wurde ein Podanipter verwendet.